# Frnck
Frnck (tytuł stylizowany na okładkach jako FRNCK)– francuska seria komiksowa z gatunku fantasy autorstwa scenarzysty Oliviera Bocqueta, rysownika Brice’a Cossu i kolorystę Yoanna Guillo, publikowana od 2016 w odcinkach w czasopiśmie komiksowym "Spirou" i od 2017 w indywidualnych tomach przez wydawnictwo Dupuis. Polski przekład ukazuje się od 2022 nakładem wydawnictwa Egmont Polska.

## Fabuła
Trzynastoletni Franck mieszka w sierocińcu, do którego wciąż wraca, nie umiejąc zagrzać miejsca w kolejnych rodzinach zastępczych. Pewnego dnia dowiaduje się od lokalnego ogrodnika, że ten znalazł Francka w lesie, gdy chłopiec był niemowlakiem. Franck rusza do tego lasu, licząc, że natrafi w nim na ślad swojej tajemniczej przeszłości. W leśnej jaskini wpada do podziemnego jeziora. Gdy się wynurza, okazuje się, że znalazł się w prehistorycznym świecie. Chwilę później napotyka zagadkowego człowieka, który przemawia słowami pozbawionymi samogłosek. Dołącza do ludzkiego plemienia, które go przygarnia, i stara się przyspieszyć jego ewolucję.

## Tomy
| Tom | Wydanie polskie            | Wydanie oryginalne              |
| --- | -------------------------- | ------------------------------- |
| 1   | To dopiero początek (2022) | Le Début du commencement (2017) |
| 2   | Chrzest ognia (2022)       | Le Baptême du feu (2017)        |
| 3   | Poświęcenie (2022)         | Le Sacrifice (2018)             |
| 4   | Wybuch (2022)              | L'Éruption (2018)               |
| 5   | Ludożercy (2023)           | Cannibales (2019)               |
| 6   | Dinozaury (2023)           | Dinosaures (2020)               |
| 7   | Zakładnicy (2024)          | Prisonniers (2020)              |
| 8   | Exodus (2024)              | Exode (2022)                    |
| 9   | Apokalipsa (2025)          | Apocalypse (2024)               |
| 10  |                            | L'Objet impossible (2025)       |